# The Prince and Betty
The Prince and Betty é um filme de comédia mudo norte-americano de 1919, dirigido por Robert Thornby. Contou com Boris Karloff no papel não creditado. O filme é baseado no romance de mesmo nome escrito por P. G. Wodehouse.

## Elenco
- William Desmond - John Maude
- Mary Thurman - Betty Keith
- Anita Kay - Sra. Jack Wheldon
- George Swann - Lord Hayling
- Walter Perry - Presidente da Mervo
- Wilton Taylor - Benjamin Scobell
- William De Vaull - Crump
- Frank Lanning - Pastor
- Boris Karloff - Papel indeterminado